# Pierre Bailloquet
Pierre Bailloquet (Saintes, 14 octobre 1612-Ottawa, 7 juin 1692) est un missionnaire jésuite français en Nouvelle-France.

## Biographie
Il entre dans la Compagnie de Jésus en 1631 et arrive au Canada en 1647. Il sera ainsi missionnaire en Acadie pendant quarante-cinq ans. Le 12 avril 1648, il célèbre la toute première messe à la seigneurie de Lauzon (Pointe-Lévy) dans la maison de Guillaume Couture, pour les Pâques.
En 1681, il seconde Jean Enjalran dans les missions outaouaises des Pays d'en Haut.